# Motor Bike Expo
Motor Bike Expo è una manifestazione fieristica internazionale dedicata alla moto, che si tiene annualmente nel quartiere fieristico di Veronafiere.
MBE è una fiera dedicata alla moto personalizzata, ed è considerata tra i più importanti appuntamenti custom a livello internazionale.

logo MBE.

## Descrizione
Mediamente circa 80.000 metri quadrati è la superficie espositiva coperta occupata nel quartiere fieristico di Verona, e oltre 20.000 metri quadrati di area esterna dedicata alle esibizioni e contest internazionali. È aperta al pubblico e si svolge solitamente ogni anno nel terzo fine settimana di gennaio.
Sono presenti tutte le più importanti case motociclistiche con i nuovi modelli della gamma, correlati dai produttori di accessori ed abbigliamento, per tutti gli stili: dalla pista al fuoristrada, dal custom al turismo. A Motor Bike Expo è possibile ammirare così tante motociclette uniche, preparate dai migliori customizer mondiali, che ogni anno giungono a Verona da ogni parte del mondo: USA, Giappone, Emirati Arabi.
Tante le esibizioni in programma nelle aree esterne; oltre alla presenza di piloti dei campionati del mondo, VIP dello spettacolo appassionati di moto e tutti gli influencer del settore. Dall'edizione 2018 ai classici tre giorni è stato aggiunto il giovedì, portando la durata a quattro giorni.

## Le edizioni
| edizione     | anno | date                 | superficie espositiva | espositori | visitatori |
| ------------ | ---- | -------------------- | --------------------- | ---------- | ---------- |
| 1ª Edizione  | 2009 | Verona 16-18 gennaio | 69.428 m²             | 618        | 95.010     |
| 2ª Edizione  | 2010 | Verona 15-17 gennaio | 69.428 m²             | 725        | 101.372    |
| 3ª Edizione  | 2011 | Verona 21-23 gennaio | 69.428 m²             | 741        | 120.866    |
| 4ª Edizione  | 2012 | Verona 20-22 gennaio | 69.428 m²             | 626        | 126.015    |
| 5ª Edizione  | 2013 | Verona 18-20 gennaio | 60.953 m²             | 603        | 130.000    |
| 6ª Edizione  | 2014 | Verona 24-26 gennaio | 67.000 m²             | 568        | 140.000    |
| 7ª Edizione  | 2015 | Verona 23-25 gennaio | 67.000 m²             | 690        | 150.000    |
| 8ª Edizione  | 2016 | Verona 22-24 gennaio | 70.000 m²             | 670        | 155.000    |
| 9ª Edizione  | 2017 | Verona 20-22 gennaio | 80.000 m²             | 690        | 160.000    |
| 10ª Edizione | 2018 | Verona 18-21 gennaio | 80.000 m²             | 700        | 167.000    |
| 11ª Edizione | 2019 | Verona 17-20 gennaio | 100.000 m²            | 700        | 170.000    |
| 12ª Edizione | 2020 | Verona 16-19 gennaio | 100.000 m²            | 720        | 170.000    |
| 13ª Edizione | 2021 | Verona 18-20 giugno  |                       |            |            |
| 14ª Edizione | 2022 | Verona 13-16 gennaio |                       |            |            |
| 15ª Edizione | 2023 | Verona 27-29 gennaio | 100.000 m²            | 720        | 160.000    |